# 호르스트 부흐홀츠

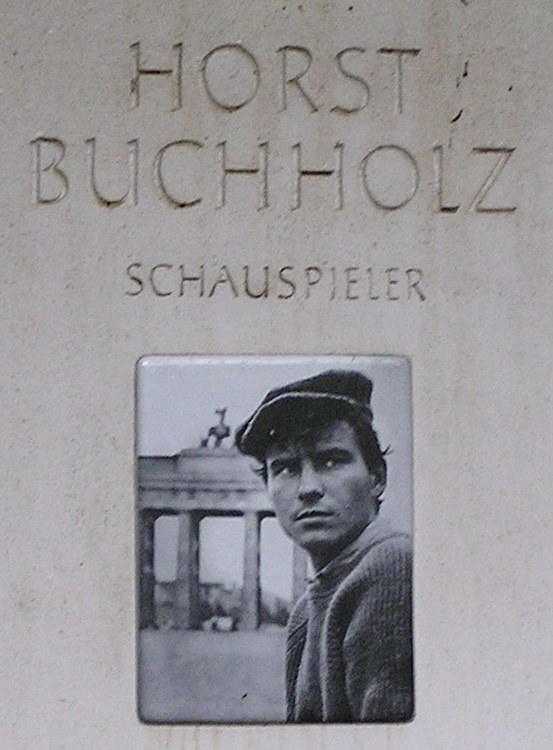

호르스트 부흐홀츠(Horst Buchholz, 1933년 12월 4일 ~ 2003년 3월 3일)는 독일의 배우, 영화배우, 연극 배우이다.
베를린에서 태어났으며 베를린에서 사망하였다. 사인은 폐렴이다.

## 영화
- 디 에너미 (2001년)
- 은행을 털어라 (2000년)
- 보이지 오브 테러 (1998년)
- 인생은 아름다워 (1997년) - 레싱 박사 역
- 공주는 못말려 4 (1994년)
- 아이언 이글 3 (1992년)
- 바이올린 연주가 끝날 때 (1988년)
- 사하라 (1983년)
- 아프로디테 (1982년)
- 브이 특공대 (1979년)
- 지옥의 사자들 (1979년)
- 불타는 서부 - 78년 시리즈 (1978년)
- 사랑은 영원히 (1972년)
- 더 세이비어 (1971년)
- 하우, 웬 앤 위드 훔 (1969년)
- 이스탄불의 사나이 (1965년)
- 쿠브라이 칸 (1965년)
- 권태 (1963년)
- 원, 투, 쓰리 (1961년)
- 패니 (1961년)
- 황야의 7인 (1960년)
- 타이거 베이 (1959년) - 코친스키 역
- 부활 (1958년)
- 펠릭스 크룰의 고백 (1957년)
- 파리의 비련 (1957년)
- 나의 청춘 마리안느 (1954년)